# شور أباد يك (مشيز بردسير)
شور أباد يك (بالإنجليزية: Shurabad-e Yek)‏ هي مستوطنة تقع في إيران في البلدة المركزية.